# Onthophagus minutus
Onthophagus minutus är en skalbaggsart som beskrevs av Hausmann 1807. Onthophagus minutus ingår i släktet Onthophagus och familjen bladhorningar. Inga underarter finns listade i Catalogue of Life.